# 崔勋之
崔勋之（？—454年），字宁国，清河郡东武城县（今河北省衡水市故城县）人，刘宋官员。

## 生平
元嘉二十八年（451年），青州百姓司马顺则自称东晋宗室近亲，聚集民众自号齐王，梁邹戍主、宣威将军、乐安郡渤海郡二郡太守崔勋之当时前往青州州城，五月乙酉（451年6月16日），司马顺则乘虚占据了梁邹城。崔勋之的司马曹敬会与司马顺则交战不敌，因此撤退。青州冀州二州刺史萧斌就派遣崔勋之率领署理建威将军、济南郡平原郡二郡太守申坦、长流参军罗文昌等各路军队讨伐司马顺则，进攻后没能取胜。崔勋之等人一开始以为梁邹城城内是被司马顺则逼迫归附，自己的军队到达后就会逃走，可是城内为司马顺则坚守，杀死刘宋军队很多人。元嘉三十年（453年），南谯王刘义宣起兵反对刘劭，任命张永出任冀州刺史，张永派遣司马崔勋之和中兵参军刘则两路军队与刘义宣会师。
孝建元年（454年），江州刺史臧质起兵反对宋孝武帝刘骏。五月，臧质派遣部将尹周之进攻梁山西垒，刘宋将军刘季之率领水军殊死一战，向东岸的守将王玄谟求救，王玄谟不想派人救援，大司马外兵郎崔勋之坚决请求救援，王玄谟就派遣崔勋之和积弩将军垣询之前往救援，崔勋之和垣询之到梁山时，西垒已经被攻陷，崔勋之和垣询之都战死了。事情平定后，朝廷赠予崔勋之通直郎。

## 家庭

### 祖父
- 崔逞，北魏御史中丞

### 父亲
- 崔祎[9][10]

### 子女
- 崔相如
- 崔彧，北魏宁远将军、冀州别驾
- 崔氏，嫁刘宋积射将军明昙欣[11]